# مواد هوافضا
مواد هوافضا موادی هستند، اکثرا از جنس آلیاژهای فلزی که یا برای اهداف هوافضا ساخته شده‌اند یا در حین استفاده از این مواد برای اهداف هوافضا برجسته شده‌اند
این کاربردها اغلب نیاز به عملکرد برجسته، دوام یا مقاومت در برابر حرارت دارند، حتی اگر به معنای متحمل شدن هزینه های قابل توجه در طول فرآیندهای تولید یا ماشینکاری باشد. برخی به دلیل قابلیت اطمینان پایدار در این صنعت متمرکز بر ایمنی، به ویژه به دلیل توانایی آنها در مقاومت در برابر خستگی انتخاب شده اند.
رشته مهندسی هوافضا تا حد زیادی به مهندسی مواد متکی است که اهمیت زیادی دارد. مواد و فرآیندهای درگیر در این زمینه توسط نهادهای استاندارد بین‌المللی اداره می‌شوند که رعایت استانداردهای تعیین شده را تضمین می‌کنند. مهندسان متخصص در مهندسی مواد اغلب مدارک یا مدارک تحصیلات تکمیلی را برای برتری در این حوزه دنبال می کنند.

## تاریخ

### دوره ادواردین
مواد اولیه مورد استفاده در هوافضا، مواد سنتی و معمولی بودند که برای ساخت اولین هواپیماها مورد استفاده قرار گرفتند. این مواد از مواد معمولی مانند چوب برای سازه های بال و پارچه و دوپ برای پوشاندن آنها تشکیل شده است. کیفیت این مواد بسیار مهم بود، به همین دلیل است که چوب مورد استفاده با دقت صنوبر سیتکا انتخاب شده بود و پوشش آن از کتان ایرلندی ساخته شده بود. استانداردها برای انتخاب، تولید و استفاده از این مواد ضروری بود. این استانداردها به‌طور غیررسمی توسط تولیدکنندگان یا سازمان‌های دولتی مانند HM Balloon Factory، که بعداً به RAE Farnborough تبدیل شد، اغلب با حمایت بخش‌های مهندسی دانشگاه، توسعه یافتند.
صنعت هوافضا با استفاده از مواد نوآورانه ای مانند Duralumin، آلیاژ آلومینیوم پیشگام سخت کننده سن، جهش قابل توجهی به جلو داشت. این مواد کیفیت های بی سابقه ای را به ارمغان آوردند که قبلاً ناشناخته بود. تحقیقات گسترده ای برای درک پتانسیل کامل این مواد، ویژگی های آنها و نحوه بهینه سازی استفاده از آنها انجام شد. این کار حیاتی اغلب در آزمایشگاه‌های ملی با بودجه دولتی، مانند Reichsanstalt (موسسه امپراتوری آلمان) یا آزمایشگاه ملی فیزیکی بریتانیا (NPL) انجام می‌شد.

### جنگ جهانی اول
NPL علاوه بر این، احتمالاً برای ماده اولیه هوافضا که عمداً مهندسی شده بود، به نام آلیاژ Y نیز پاسخگو بود. این آلیاژ نیکل-آلومینیوم پیشگام پس از آزمایش های متوالی در طول جنگ جهانی اول، با هدف عمدی کشف یک ماده برتر برای تولید پیستون های مورد استفاده در موتورهای هواپیما، کشف شد.

### دوره بین جنگ
در طول دوره بین دو جنگ، پیشرفت‌های متعدد در فناوری هوافضا به جای تکیه بر مواد قوی‌تر، بر تقویت فرآیندهای تولید متمرکز شد. با این حال، این نوآوری ها از استفاده از مواد بهبود یافته نیز بهره مند شدند. به عنوان مثال، یکی از آلیاژهای توسعه یافته توسط R.R، معروف به R.R.53B، حاوی سیلیکون است که سیالیت آن را در حالت مذاب افزایش می دهد. این پیشرفت، علاوه بر روش سنتی ریخته گری شن و ماسه، کاربرد آن را در ریخته گری دایکاست. در نتیجه، قطعات می‌توانند با هزینه‌ی قابل‌توجهی کمتر تولید شوند و در عین حال دقت بالاتری از نظر شکل و پرداخت حفظ شود. کنترل بهبود یافته بر روی شکل این قطعات به طراحان اجازه داد تا دقیقاً آنها را مطابق با عملکردهای مورد نظر خود تنظیم کنند، در نتیجه اجزایی که نه تنها نازک تر بودند بلکه سبک تر نیز بودند.
در طول دوره بین دو جنگ، به لطف پیشرفت قابل توجه در صنعت خودرو، پیشرفت های قابل توجهی در موتور هواپیما ایجاد شد. در حالی که به طور مستقیم به هوافضا مربوط نمی شود، استفاده از آلیاژهای نسوز مانند Stellite و Brightray برای پوشش سخت دریچه های اگزوز منجر به بهبود قابل توجهی در قابلیت اطمینان موتورهای هواپیما شد. در نتیجه، این توسعه نقش اساسی در ترویج پروازهای تجاری در مسافت طولانی ایفا کرد، زیرا قابلیت اطمینان افزایش یافته این موتورهای جدید آنها را برای سفرهای ایمن در اقیانوس های وسیع یا رشته کوه های چالش برانگیز مناسب می کرد.

### جنگ جهانی دوم
هواپیمای مسافربری De Havilland Albatross در سال 1936 دارای بدنه ای بود که با استفاده از تکنیک منحصر به فرد ساندویچ چوبی ساخته شده بود. ویفرهای تخته سه لا توس با لایه ای از ورق بالسا از هم جدا شدند و در نتیجه ساختاری سبک و با کارایی بالا ایجاد شد. این روش ساخت و ساز نوآورانه در طول جنگ زمانی که در بمب افکن سریع Mosquito مورد استفاده قرار گرفت به رسمیت شناخته شد. نه تنها از نظر وزن و عملکرد مزایایی را ارائه داد، بلکه نیاز به آلومینیوم را که یک منبع ارزشمند در زمان جنگ بود، دور زد و امکان استفاده از مهارت‌های کارگران چوب را به جای فلزکاران تخصصی هواپیما فراهم کرد. تلاش آلمان برای تکرار این هواپیما به عنوان موسکیتو در درجه اول به دلیل محدودیت های مادی شکست خورد. چسب اصلی فنولیک فیلم Tego، که برای ساخت و ساز بسیار مهم است، منحصراً در کارخانه ای تولید شد که در اثر بمباران از بین رفت. چسب جایگزین آن منجر به خرابی های فاجعه بار و متعاقب آن از دست دادن هواپیما شد.
فناوری رادار تا حدی پیشرفت کرد که می‌توان آن را به راحتی با هواپیما حمل کرد. با این حال، بوق های تغذیه و بازتابنده های ظریف نیاز به حفاظت و طراحی آیرودینامیکی برای مقاومت در برابر جریان هوا داشتند. برای رفع این مشکل، رادوم‌ها با استفاده از پلاستیک اکریلیک Perspex ساخته شدند که قبلاً برای پنجره‌های کابین استفاده می‌شد. پلاستیک را می توان گرم کرد و به آن اجازه می داد قالب گیری شود یا با خلاء به شکل دلخواه درآید. علاوه بر این، پلیمرهای دیگری مانند نایلون در این دوره توسعه یافتند و کاربردهایی در تجهیزات رادیویی فشرده به عنوان عایق های ولتاژ بالا یا دی الکتریک پیدا کردند.
در طول جنگ، سازه‌های لانه زنبوری به‌عنوان صفحات ساندویچی مسطح که عمدتاً برای دیوارها و عرشه‌ها استفاده می‌شد، ایجاد شدند. اگرچه ساخت چوب و تخته کاغذ به طور گسترده ای برای این منظور مورد استفاده قرار گرفته بود، مواد قوی تری برای کاربردهای هوافضا مورد نیاز بود. در نتیجه، ساندویچ های لانه زنبوری تمام آلومینیومی با موفقیت در پایان جنگ توسعه یافتند.

### مواد جدید
کامپوزیت های زمینه سرامیکی، کامپوزیت های زمینه فلزی، آئروژل های پلیمری و نخ های CNT از جمله مواد سبک وزن جدید هستند. توسعه کامپوزیت های پلیمری نیز به تکامل این مواد کمک کرده است. استفاده از این مواد سبک وزن منجر به ایجاد ساختارهای قوی تر و قابل اطمینان تر، کاهش زمان تولید و افزایش نسبت قدرت به وزن شده است.

## بازاریابی خارج از هوافضا
عبارت "درجه هوافضا" به یک عبارت جذاب بازاریابی برای محصولات پیشرفته، به ویژه در صنایع خودروسازی و کالاهای ورزشی تبدیل شده است. اقلامی مانند دوچرخه، چوب گلف، قایق بادبانی و حتی چراغ قوه بدون توجه به ارتباط واقعی آنها بر اساس استفاده از مواد با کارایی بالا به بازار عرضه می شوند. Maglite، از زمان معرفی خود در سال 1979، استفاده از آلومینیوم 6061 را برای بدنه چراغ قوه خود ترویج کرده است و یکی از پیشگامان در برجسته کردن ترکیب مواد هوافضا برای اهداف غیرعملکردی است.
چندین کاربرد در صنعت ورزش از خواص ذاتی این ماده استفاده کرده اند. بسیاری از تولیدکنندگان اسکی، اسکی‌ها را کاملاً از ترکیب پارچه و کامپوزیت‌های رزین ساخته‌اند و از سازگاری این ساختار برای تنظیم سفتی، میرایی و سفتی پیچشی اسکی در تمام طول آن استفاده کرده‌اند. Hexcel، تولید کننده مشهور ورق های لانه زنبوری آلومینیومی، به خاطر اسکی های خود که از این مواد پیشرفته استفاده می کنند، شهرت پیدا کرد.
برنامه های ورزشی می توانند به اندازه الزامات هوافضا سختگیرانه باشند. به طور خاص در حوزه دوچرخه سواری، مواد ممکن است سطوح بالاتری از استرس را در مقایسه با استفاده از آنها در هوافضا تجربه کنند. خطر احتمالی شکست در دوچرخه سواری نسبت به هواپیما قابل تحمل تر است.
استفاده از مواد هوافضا در کالاهای ورزشی اغلب به "سود سهام صلح" نسبت داده می شود. پس از پایان جنگ جهانی دوم، تولیدکننده آلیاژ هیدومینیوم، با هدف کشف بازارهای جایگزین برای جایگزینی تمرکز قبلی خود بر روی هواپیماهای نظامی، وارد تولید قطعات ترمز دوچرخه شد. به طور مشابه، در طول دهه 1990، کارخانه‌های ذوب و بازیافت تیتانیوم پس از پایان جنگ سرد به دنبال راه‌های غیرنظامی بودند که منجر به ادغام تیتانیوم در قاب‌های دوچرخه و چوب‌های گلف شد.
کامپوزیت فیبر کربن، همراه با طراحی منحصر به فرد بافته شده آن، محبوبیت قابل توجهی را به عنوان یک گزینه تزئینی ترجیحی برای خودروها و موتورسیکلت ها به دست آورده است. اکنون معمولاً در تنظیمات صرفاً تزئینی از جمله داشبورد استفاده می شود. این روند بیشتر گسترش یافته است و شامل استفاده از وینیل منعطف با طرح چوب است که به طور موثر ظاهر فیبر کربن را بدون داشتن هیچ یک از خواص فیزیکی آن تقلید می کند.